# Faini
Faini, Vassena, IMV en KZ zijn Italiaanse historische merken van hulpmotoren en motorfietsen van dezelfde fabrikant.
De firmanaam was: Motocicli Pietro Vassena, Lecco, later Ditta Pietro Vassena, Malnate, Como en later Lecco, Como, later Industria Motori Vassena, Lecco.
Vanaf 1923 produceerde Pietro Vassena onder de naam "Faini" 106cc-hulpmotoren voor fietsen, maar al snel leverde hij ook lichte motorfietsen met een zelf ontwikkelde 198cc-zijklepmotor. Vanaf 1926 werden de machines onder de naam "Vassena" verkocht, maar in 1929 werd de productie beëindigd.
In 1949 ontwikkelde Vassena motorblokjes voor het merk Rumi en in 1953 ontwikkelde hij het prototype van de Carniti "automotorscooter". Hij deed echter meer uitvindingen, waaronder een draagbare onderzeeboot en een doorzichtig horloge.
In 1953 begon hij met zijn bedrijf Industria Motori Vassena weer 173cc-motorfietsen te bouwen, die ook onder de merknaam "KZ" werden verkocht. De productie eindigde in 1955,